# Béla Hamvas
Béla Hamvas [hα'mvαš], (Eperjes, Ugarska, (danas Prešov, Slovačka), 23. ožujka 1897. – Budimpešta, 7. studenoga 1968.), mađarski filozof, književnik i prevoditelj.

## Životopis
Odrastao je u Bratislavi. Godine 1915. upisao je kadetsku školu, te bio dvaput ranjen na ukrajinskom i talijanskom frontu. Nakon preseljenja obitelji u Budimpeštu, 1919. upisao je studije mađarskog i njemačkog jezika, te 1923. diplomirao. Od 1927. godine radio je kao knjižničar Gradske knjižnice. U to je vrijeme objavio je oko 250 tekstova u časopisima i periodicima, prevodio Konfucija i druge mislioce. Na mjestu knjižničara ga je zatekao i Drugi svjetski rat tijekom kojeg je triput mobiliziran, 1942. sudjelovao na ruskom frontu, 1943. objavio je prvu knjigu, zbirku eseja "Nevidljivo zbivanje" (ponegdje prevedena kao "Nevidljiva povijest"), 1945. pri opsadi Budimpešte je dezertirao. Potom je razoren njegov stan, uništena je njegova bogata osobna knjižnica i svi njegovi rukopisi. S mjesta knjižničara otpušten je 1948. zbog političke nepodobnosti. Sa svojom drugom suprugom Katalin Kemény, objavio je knjigu "Revolucija u umjetnosti, apstrakcija i nadrealizam u Mađarskoj", što je bila druga od dvije knjige objavljene za života, no njegovi stavovi nisu se uklapali u trenutnu komunističku političku ideju poslijeratne Mađarske. Zabranjeno mu je objavljivanje radova, te je onemogućen u dobivanju novog zaposlenja. Preživljavao je radeći naporne fizičke i poljoprivredne poslove, te 1964. otišao u mirovinu. Umro je od hemoragijskog moždanog udara 1968. godine. Sahranjen je u Senandriji (Szentendre).

## Književni rad
Béla Hamvas je svoja djela pisao uglavnom u formi eseja. Kršćanski odgoj uvjetovao je njegov književni i filozofski opus. No svoja iskustva i spoznaje širio je proučavanjem i upoznavanjem i drugih svjetskih religija poput judaizma, budizma i brahmanizma, velikim svjetskim ličnostima, misliocima i filozofima. Proučavao je Platona, Origena, Erazma Roterdamskoga, Heraklita, Konfucija, Budu, Lao-Cea i brojne druge. Stoga je, kao veliki erudit, bio u stanju vrhunskim proznim tekstovima interpretirati misli svjetskih velikana (posebno u djelu “Scientia sacra”, koje se smatra njegovim kapitalnim djelom). Njegovi eseji imaju umjetničku i duhovnu komponentu.
U periodu od gubitka mjesta knjižničara do mirovine, Béla Hamvas je napisao većinu svojih djela, koja su zbog zabrane ostala tek u rukopisima. Tek 1976. mađarski časopisi polako počinju postumno objavljivati Hamvaseve eseje. Tek 1987. u Pečuhu objavljena zbirka njegovih eseja "Duh i egzistencija". Za objavu brojnih Hamvasevih djela zaslužna je njegova supruga Katalin Kemény.
Neka su njegova djela objavljena trideset i više godina nakon što su napisana.
- roman "Karneval" (pisano 1948. – 1951., objavljeno je 1985.)
- filozofsko-satirička proza "Filozofija vina", te ogledi i studije "Duh i egzistencija" (pisano 1947., objavljeno 1988.)
- zbirke eseja Patmos I, II (pisano 1958. – 1966., objavljeno 1992.)
- Knjiga lovorova gaja (pisana 1932. – 1945., objavljeno 1993.)
- Scientia sacra, (pisano 1943. – 1944., objavljeno 1988.)

Mnogi njegovi rukopisi do danas nisu objavljeni.
Godine 1990. postumno mu je dodijeljena mađarska državna nagrada "Kossuth".

## Najznačajnija prevedena djela objavljena u Hrvatskoj
- "VII. simfonija i metafizika glazbe; Wordsworth ili filozofija zelenoga" (preveo s mađarskog Stipan Filaković), Quorum : 9 (1994), 3/4 ; str. 153-183
- "Posljednja djela Rudolfa Kassnera" (preveo s mađarskog i uvodnu bilješku napisao Neven Ušumović), Quorum : 15 (1999), 1 ; str. 158-164
- "Jasmin i maslina", eseji, ("Život i životno djelo Béle Hamvasa" napisala Katlin Kemeny; s mađarskog preveli Jadranka Damjanov, Ivan Ladislav Galeta, Stipan Filaković; pogovor Žarko Paić), Zagreb : Ceres, 1999. ISBN 953-6108-80-1
- "Filozofija vina" (preveo Ivan Ladislav Galeta), Zagreb : Ceres, 2002. ISBN 978-953-6108-46-6
- "Kršćanstvo: scientia sacra II" (prevela Jadranka Damjanov), Zagreb : Naklada Jesenski i Turk, 2003.ISBN 953-222-126-3
- "Kap prokletstva" (s mađarskoga preveli Jadranka Damjanov, Neven Ušumović i Ivan Ladislav Galeta), Zagreb : Mirakul, 2003. ISBN 953-99125-2-0
- "Nevidljivo zbivanje" (s mađarskoga preveli Neven Ušumović, Stipan Filaković), Zagreb : Mirakul, 2004. ISBN 953-7164-01-2
- "Mađarski Hiperion" (s mađarskoga preveo Ivan Ladislav Galeta ; priredio Stanko Andrić), Zagreb : Ceres, 2005. ISBN 953-207-099-0
- "Anthologia humana : pet tisućljeća mudrosti" (s mađarskoga prevela Jadranka Damjanov), Zagreb : Sipar, 2005. ISBN 953-6415-39-9
- "Čudesno putovanje Joachima Olbrina" (s mađarskoga preveo Ivan Ladislav Galeta; priredio Sven Medvešek), Zagreb : Ceres, 2007. ISBN 978-953-267-010-3
- "Scientia sacra" (prijevod i predgovor Jadranka Damjanov), Zagreb : Ceres, 2017. ISBN 978-953-267-078-3

## Vanjske poveznice
- Béla Hamvas: Nitko, str. 61-66 (Hrčak)
- Béla Hamvas: Pogovor o nekome, str. 67-70 (Hrčak)
- Béla Hamvas: Iz Patmosza II (nenaslovljeni esej), str. 70-71 (Hrčak)

## Pogledaj još
- Béla Hamvas - Wikicitati
- Dobitnici nagrade "Kossuth" 1990 (mađ.)